# FK Dečić Tuzi
Der FK Dečic Tuzi ist ein Fußballverein aus der montenegrinischen Stadt Tuzi. Er wurde im Jahr 1926 gegründet und zählt damit zu den ältesten Vereinen des Landes.

## Geschichte
Nachdem der Verein seit seiner Gründung viele Jahre in den tieferen Klassen gespielt hatte, begann 2003/04 mit dem Aufstieg in die dritte montenegrinische Liga die erfolgreichste Zeit des FK Dečić Tuzi. Da der Verein zu dieser Zeit einer der besten Montenegros war, gelang der Sprung in die erste Saison der neu geschaffenen Prva Crnogorska Liga, welche nach der Abspaltung Montenegros von Serbien gegründet worden war. In dieser konnte sich der Verein bis zum Abstieg in den Relegationsspielen gegen den FK Jedinstvo Bijelo Polje 2011/12 halten. In der Saison 2014/15 trat der FK Dečić Tuzi für eine Saison in der Druga Crnogorska Liga an, ehe der direkte Wiederaufstieg gelang. 2020 stieg der Verein wieder in die höchste nationale Spielklasse auf. Hier konnte man sich anschließend erstmals in der Vereinsgeschichte mit dem dritten Platz für einen europäischen Wettbewerb qualifizieren. Dort traf man in der 1. Qualifikationsrunde der UEFA Europa Conference League auf KF Drita aus dem Kosovo und unterlag mit 1:2 und 0:1. Ein Jahr später scheiterte man erneut in der gleichen Runde des Wettbewerbs am belarussischen Vertreter FK Dinamo Minsk. Am Ende der Spielzeit 2023/24 gewann der Klub unter Trainer Milorad Peković dann auch erstmals die nationale Meisterschaft.

## Erfolge
- Montenegrinischer Meister: 2024
- Montenegrinischer Pokalsieger 2025

## Europapokalbilanz
| Saison  | Wettbewerb                    | Runde                  | Gegner            | Gesamt          | Hin     | Rück          |
| ------- | ----------------------------- | ---------------------- | ----------------- | --------------- | ------- | ------------- |
| 2021/22 | UEFA Europa Conference League | 1. Qualifikationsrunde | KF Drita          | 1:3             | 1:2 (H) | 0:1 (A)       |
| 2022/23 | UEFA Europa Conference League | 1. Qualifikationsrunde | FK Dinamo Minsk   | 2:3             | 1:1 (A) | 1:2 (H)       |
| 2024/25 | UEFA Champions League         | 1. Qualifikationsrunde | The New Saints FC | 1:4             | 0:3 (A) | 1:1 (H)       |
| 2024/25 | UEFA Conference League        | 2. Qualifikationsrunde | FC Dinamo Batumi  | 2:0             | 2:0 (A) | 0:0 (H)       |
| 2024/25 | UEFA Conference League        | 3. Qualifikationsrunde | HJK Helsinki      | 2:2 (3:4 i. E.) | 0:1 (A) | 2:1 n. V. (H) |
| 2025/26 | UEFA Conference League        | 1. Qualifikationsrunde | Sileks Kratovo    | 3:2             | 2:0 (H) | 1:2 (A)       |
| 2025/26 | UEFA Conference League        | 2. Qualifikationsrunde | SK Rapid Wien     | 2:6             | 0:2 (H) | 2:4 (A)       |

Gesamtbilanz: 14 Spiele, 3 Siege, 3 Unentschieden, 8 Niederlagen, 13:20 Tore (Tordifferenz −7)
Stand: 31. Juli 2025